# 深沢康雄
深沢 康雄（ふかざわ やすお）は、日本の作曲家。フカザワ企画代表。黎明期の特撮テレビ番組の音楽に始まり、東映教育映画・記録映画に作品が多い。

## 作品

### テレビ
- 『月光仮面』「月光仮面は誰でしょう」
- 『ナショナルキッド』「ナショナルキッドの歌」（1960年）
- 『天下の暴れん坊　猿飛佐助』（1961年）
- 『松本清張の聞かなかった場所』（1979年）

### 教育・記録映画
- 『自転車事故ゼロへの誓い』（1985年、東映）
- 『野中兼山　流れる河は生きている』（1987年、シネ・ドキュメント）
- 『弘法大師　空海』（1988年、シネ・ドキュメント）
- 『安全運転の必要条件と十分条件』（1988年、東映）
- 『生活を豊かにするデザイン』（1990年、新生映画）
- 『燃焼とは…』（1997年）
- 『八人は考えた』

| スタブアイコン | サブスタブ | この項目は、まだ閲覧者の調べものの参照としては役立たない、音楽関係者（バンド等）に関連した書きかけの項目です。この項目を加筆・訂正などしてくださる協力者を求めています（P:音楽/PJ:芸能人）。 |